# 傑瑞·特雷納
傑瑞·特雷納（Gerald Williann "Jerry" Trainor，1977年1月21日—）是美國的一位演員。他最著名的作品包括在《麻吉向前衝》中飾演Steve，以及在《愛卡莉》中飾演Spencer Shay角色。